# 21. Unterseebootsflottille
Il 21. Unterseebootsflottille (ventunesima flottiglia sommergibili) della Kriegsmarine, era un'unità da addestramento formata interamente da U-Boot.

## Storia operativa
Venne costituita nel 1935 come Schulverband (Unità da addestramento) con sede a Kiel sotto il comando di Kapitän zur See Kurt Slevogt (Chef des Schulverbandes).
Nel maggio del 1937 l'unità si trasferì a Neustadt e fu rinominata Unterseebootsschulflottille, ("Flottiglia della scuola sommergibili"), comandata dal Kapitänleutnant Heinz Beduhn.
Nel giugno 1940 fu rinominata 21. Unterseebootsflottille e nel luglio 1941 la flottiglia trasferì le basi a Pillau. L'unità fu infine sciolta nel marzo 1945.

## Comandanti della Flottiglia
| Periodo                      | Grado            | Comandante      |
| ---------------------------- | ---------------- | --------------- |
| 1935 - 1937                  | Kapitän zur See  | Kurt Slevogt    |
| Novembre 1937 - Marzo 1940   | Kapitänleutnant  | Heinz Beduhn    |
| Marzo 1940 - Giugno 1943     | Korvettenkapitän | Paul Büchel     |
| Giugno 1943 - Settembre 1944 | Korvettenkapitän | Otto Schuhart   |
| Settembre 1944 - Marzo 1945  | Kapitänleutnant  | Herwig Collmann |

## U-Boot assegnati
Cinquantuno sommergibili furono assegnati a questa flottiglia durante il suo servizio.

### Tipo IIA
| U-2 | U-3 | U-4 | U-5 | U-6 |

### Tipo VIIA
| U-29 | U-34 |  |

### Tipo IIB
| U-7  | U-9  | U-10 | U-11  | U-20  |
| U-21 | U-23 | U-24 | U-120 | U-121 |

### Tipo VIIB
| U-48 | U-101 |  |

### Tipo IIC
| U-60 | U-61 | U-62 |  |

### Tipo VIIC
| U-72   | U-80   | U-236  | U-251  | U-291  |
| U-368  | U-416  | U-430  | U-555  | U-704  |
| U-708  | U-712  | U-720  | U-733  | U-746  |
| U-922  | U-977  | U-1195 | U-1196 | U-1197 |
| U-1198 | U-1201 | U-1204 |        |        |

### Tipo IID
| U-139 | U-141 | U-148 | U-151 | U-152 |

### Tipo IXA
| U-38 |